# Оловянишниковы
Оловяни́шниковы — русский купеческий род ярославского происхождения, крупнейшие производители колоколов в Российской империи.
Первое упоминание о ярославских посадских людях Оловянишниковых относится к XVII веку. Происходили они из монастырских крестьян села Савинское — вотчины Спасо-Преображенского монастыря.
В 1709 году Осип сын Ермолаев (1656 — после 1717) поселился со своей семьёй на Рошковой улице в Ярославле. В 1717 году о нём была сделана запись: «делает оловянишное и сидит в овощном ряду в лавке». Его старший и младший сыновья, Иван (1695—?) и Фёдор (1703—28.05.1778), организовав медное производство, начали отливать колокола; возможно, что с их участием Дмитрий Максимович Затрапезнов отлил в 1750-х годах, впервые зафиксированные в документах, ярославские колокола. Одно из самых ранних упоминаний о колокололитейном заводе Оловянишниковых связано с колоколом, выполненном в 1766 году, для Ростовского Спасо-Яковлевского монастыря, вес которого составлял 163 пуда 8 фунтов (2673 кг.), — с надписью: «… лит во граде Ярославле на заводе Федора Григорьева Оловянишникова». Ещё один из их брат – Григорий Осипович [1697—17.10.1773], занимался торговлей, избирался ярославским купечеством ларёчным и таможенным выборным (1751); его сын – Климент Григорьевич (1758—1786), владел крупным производством сурика и белил, был членом городового магистрата Ярославля в 1784—1785 годах.
Сын Фёдора Осиповича Оловянишникова – Григорий Фёдорович [1732—11.05.1811], в 1777 году передал колокольную мастерскую сыну, купцу 2-й гильдии (1780-е), Порфирию Григорьевичу (1755 — 30.10.1830), который также имел медный завод, выпускавший посуду. В 1814 году он приобрёл свинцово-белильный завод, перешёл в 1-й гильдию. Своему единственному сыну Ивану в 1823 году помог купить ярославскую шёлкоткацкую фабрику московских купцов Колосовых; Иван Порфирьевич Оловянишников (25.03.1782 — 1.12.1859) также стал купцом 1-й гильдии (в 1831), но затем ещё и мануфактур-советником; одним из первых он получил звание потомственного почётного гражданина (1832); с 1833 по 1835 год он был ярославским городским головой. На Всероссийских экономических выставках шёлковые изделия его фабрики отмечались наградами (в 1829 году — большая серебряная, в 1831 году — малая золотая). При нём были отлиты колокола для Санкт-Петербургского Троицкого собора (1834) и, конечно, для многочисленных храмов Ярославской губернии, в числе которых звонницы Петровского (1835) и Авраамиева (1845) монастырей Ростова. В 1856 году мастером С. Д. Чарышниковым был отлит для звонницы Ростовского Успенского собора знаменитый колокол «Голодарь».
Иван Порфирьевич Оловянишников был женат на Ольге Ивановне Коровайниковой; имел четырёх сыновей, один из которых, Порфирий Иванович (10.08.1822 — 15.06.1881), ярославский 2-й гильдии и московской 1-й гильдии (не ранее 1868) купец и мануфактур-советник (1877), переоборудовал колокольный завод, превратив его из мануфактуры в современное предприятие. Для ныне не существующей Власьевской церкви Ярославля он отлил 1000-пудовой колокол с надписью «В память умерших отца и матери». В 1861 году он, перебравшись в Москву, записался в московские купцы; открыл в Верхних торговых рядах магазин по продаже москательных товаров и колоколов. При нём оловянишниковские колокола начали продаваться за границу.
Во время Русско-турецкой войны 1877—1878 годов были отлиты 7 колоколов для Болгарии (все они были даром Порфирия Ивановича). Ростовский протоиерей Аристарх Александрович Израилев изобрёл специальный камертон для колоколов, позволявший создавать колокола нужного тона. Благодаря этому Оловянишниковы выпускали целые колокольные наборы, именовавшиеся «колокольными фамилиями».
Семейное дело продолжили его сыновья Иван (1.11.1844 — 20.12.1898) и Сергей (15.04.1856 — 9.10.1890), основавшие в 1882 году торговый дом «П. И. Оловянишникова сыновья». Однако, поскольку Сергей был глухонемым, производством на заводе занимался Иван, он же вёл финансовую часть и контакты с клиентами. В 1893 году он записался в московское купечество. После смерти Ивана Порфирьевича в права наследства вступила его вдова, Евпраксия Георгиевна (Егоровна) Оловянишникова (15.06.1851—1925) — дочь ярославского купца Г. С. Горошкова. Она выкупила, у наследников брата мужа Сергея, колокольный завод и преобразовала его в 1901 году в закрытое акционерное товарищество на паях с объявленным капиталом 1,5 миллиона рублей — Торгово-промышленное товарищество «П. И. Оловянишникова сыновья»; стала его Председателем правления, которое находилось на Никольской улице, в доме Казанского собора (д. 1), затем — по адресу: Покровские ворота, д. 4. Ещё при жизни мужа в Москве ею была расширена фабрика церковной утвари (1889); под Ярославлем начато строительство новых зданий Волкушинского лакокрасочного предприятия. В 1916 году в товариществе было два свинцово-белильных завода, свинцово-прокатный, краско-тёрочный и колокололитейный заводы.
Последним владельцем колокололитейного завода, до 1917 года, был Николай Иванович Оловянишников (12.10.1875 — 1918), написавший книгу «История колоколов и колокололитейное дело…» (1-е изд. — Ярославль, 1906; 2-е изд. — М.: т-во П. И. Оловянишникова с-вей, 1912; 5-е изд., 2010 — под названием: «История колоколов и колокололитейное искусство»). Главным мастером на заводе в 1868 года был Игнатий Верёвкин, а с 1905 года его сын, Иван Верёвкин. Продукция завода неоднократно принимала участие во всероссийских и международных выставках (Новый Орлеан, 1885; Париж, 1889; Чикаго, 1893 и др.). «В знак признания исключительных заслуг перед Россией» заводу было пожаловано исключительное право помещать на всех своих изделиях изображение герба Российской империи. Николай Иванович окончил Императорское московское техническое училище (1899), инженер-технолог, член Ярославской губернской учёной архивной комиссии (1911), гласный городской думы (1917).
Московская фабрика церковной утвари (Малая Дворянская улица, основанная ещё в 1767 году, в начале XX века была второй по величине среди 23 московских фабрик подобного профиля. Об изделиях фабрики рассказывалось в изданиях товарищества: Вашков С. И. Религиозное искусство. Сборник работ церковной и гражданской утвари, исполненной Товариществом «П. И. Оловянишникова сыновья». 1901—1910 гг. (М., 1911); Каталог церковных принадлежностей и других вещей, выставленных на Международной выставке в Турине. 1911 г. (М., 1911). В 1913—1915 годах Виктором Ивановичем Оловянишниковым (1874—28.09.1932), гласным Московской городской думы (1913—1917), издавался ежемесячный журнал «Светильник», посвященный религиозному искусству России и его истории; в начале НЭПа (1921) пытался возродить фабрику церковной утвари в Москве; был сослан с женой в Нерехту.
Кроме Николая и Виктора у И. П. и Е. Г. Оловянишниковых было ещё несколько детей: Порфирий Иванович (1870–1909), казначей Ярославской губернской учёной архивной комиссии; Иван Иванович (1871—1918), выборный Московского биржевого общества (1906—1918), член Московского биржевого комитета (с 1912), учётно-ссудного комитета Московской конторы Государственного банка, с 1915 председатель правления товарищества «П. И. Оловянишникова сыновья»; Мария Ивановна (20.3.1877—1948), в 1899 годы вышла замуж за поэта-символиста Ю. Балтрушайтиса; Владимир Иванович (1880 — не ранее 1918), работал в ярославской конторе семейной фирмы, расстрелян большевиками в Ялте; Георгий Иванович (1881 — не ранее 1936), окончил Императорское московское техническое училище (1907), инженер-механик; Татьяна Ивановна (1891—1973), была замужем за московским купцом 1-й гильдии Б. Н. Протопоповым, эмигрировала. 
После 1917 года московская фабрика церковной утвари и ярославский колокололитейный завод были закрыты, свинцово-белильный завод в Ярославле национализирован советской властью.
Все поколения Оловянишниковых всегда занимались благотворительными делами, в их числе: возведение самой высокой в Ярославле колокольни и моста через реку Которосль, устройство богадельни для пожилых женщин и хранилища древностей, финансирование перевода Библии на бурятский язык и др.
В московском Ново-Алексеевском монастыре до ликвидации кладбища находились могилы Оловянишниковых: Ивана Порфирьевича (1844—1898) и его сына Порфирия Ивановича (1870—09.10.1909).